# Скварк
Сква́рки — в физике элементарных частиц гипотетические бозоны, суперпартнёры (или зеркальные частицы, теневые частицы, счастицы) кварков, сфермионы, чьё существование постулируется в теориях суперсимметрии. Префикс «с-» (англ. «s-») взят от слова «скалярный» («scalar»), как и для других суперпартнёров фермионов Стандартной модели, поскольку суперсимметрия связывает частицы, имеющие спин 1/2 (в частности кварки), со скалярными частицами (спин 0). Скварки обозначаются так же, как и сопряжённые с ними кварки, но с тильдой сверху (q͂).
Скварки являются суперпартнёрами кварков. Эта группа включает верхний скварк, нижний скварк, очарованный скварк, странный скварк, истинный скварк (стоп-кварк, t-скварк, топ скварк) и прелестный скварк.
| Скварк             | Символ                       | Ассоциированный кварк | Символ            |
| ------------------ | ---------------------------- | --------------------- | ----------------- |
| Первое поколение   |                              |                       |                   |
| верхний скварк     | {\displaystyle {\tilde {u}}} | Верхний кварк         | {\displaystyle u} |
| нижний скварк      | {\displaystyle {\tilde {d}}} | Нижний кварк          | {\displaystyle d} |
| Второе поколение   |                              |                       |                   |
| очарованный скварк | {\displaystyle {\tilde {c}}} | Очарованный кварк     | {\displaystyle c} |
| странный скварк    | {\displaystyle {\tilde {s}}} | Странный кварк        | {\displaystyle s} |
| Третье поколение   |                              |                       |                   |
| истинный скварк    | {\displaystyle {\tilde {t}}} | Истинный кварк        | {\displaystyle t} |
| прелестный скварк  | {\displaystyle {\tilde {b}}} | Прелестный кварк      | {\displaystyle b} |

Согласно ряду вариантов суперсимметричных теорий, скварки доминировали на ранней стадии истории Вселенной, вместе со слептонами предположительно могли формировать Q-шары.
Поиск скварков входит в программу физических исследований Большого адронного коллайдера (в том числе детектора ATLAS), вероятность их рождения сравнима с вероятностью образования адронных струй (при одинаковых переданных импульсах). Также их поиск входит в программу Future Circular Collider.
Для моделей суперсимметрии SUGRA и CMMSM скварки легче 1,5 ТэВ уже закрыты.
Считается, что вначале в столкновении протонов рождаются сильновзаимодействующие суперчастицы — скварки или глюино.